# Grand Prix automobile de France 1989
GP précédent GP suivant
Le Grand Prix automobile de France 1989 (Rhône-Poulenc Grand Prix de France), disputé sur le circuit Paul-Ricard, au Castellet, le 9 juillet 1989, est la 475e épreuve du championnat du monde de Formule 1 courue depuis 1950 et la septième manche du championnat 1989.

## Course

### Classement de la course
| Pos. | No | Pilote                | Écurie                | Tours | Temps/Abandon                      | Grille | Points |
| ---- | -- | --------------------- | --------------------- | ----- | ---------------------------------- | ------ | ------ |
| 1    | 2  | Alain Prost           | McLaren-Honda         | 80    | 1 h 38 min 29 s 411 (185,830 km/h) | 1      | 9      |
| 2    | 27 | Nigel Mansell         | Ferrari               | 80    | + 44 s 017                         | 3      | 6      |
| 3    | 6  | Riccardo Patrese      | Williams-Renault      | 80    | + 1 min 06 s 921                   | 8      | 4      |
| 4    | 4  | Jean Alesi            | Tyrrell-Ford          | 80    | + 1 min 13 s 232                   | 16     | 3      |
| 5    | 36 | Stefan Johansson      | Onyx-Ford             | 79    | + 1 tour                           | 13     | 2      |
| 6    | 26 | Olivier Grouillard    | Ligier-Ford           | 79    | + 1 tour                           | 17     | 1      |
| 7    | 10 | Eddie Cheever         | Arrows-Ford           | 79    | + 1 tour                           | 25     |        |
| 8    | 11 | Nelson Piquet         | Lotus-Judd            | 78    | + 2 tours                          | 20     |        |
| 9    | 20 | Emanuele Pirro        | Benetton-Ford         | 78    | + 2 tours                          | 24     |        |
| 10   | 3  | Jonathan Palmer       | Tyrrell-Ford          | 78    | + 2 tours                          | 9      |        |
| 11   | 29 | Éric Bernard          | Larrousse-Lamborghini | 77    | Moteur                             | 15     |        |
| 12   | 9  | Martin Donnelly       | Arrows-Ford           | 77    | + 3 tours                          | 14     |        |
| 13   | 37 | Bertrand Gachot       | Onyx-Ford             | 76    | + 4 tours                          | 11     |        |
| Nc.  | 15 | Mauricio Gugelmin     | March-Judd            | 71    | Non classé                         | 10     |        |
| Abd. | 8  | Stefano Modena        | Brabham-Judd          | 67    | Moteur                             | 22     |        |
| Abd. | 5  | Thierry Boutsen       | Williams-Renault      | 50    | Boîte de vitesses                  | 5      |        |
| Abd. | 12 | Satoru Nakajima       | Lotus-Judd            | 49    | Moteur                             | 19     |        |
| Abd. | 16 | Ivan Capelli          | March-Judd            | 43    | Moteur                             | 12     |        |
| Abd. | 19 | Alessandro Nannini    | Benetton-Ford         | 40    | Suspension                         | 4      |        |
| Abd. | 23 | Pierluigi Martini     | Minardi-Ford          | 31    | Pression d'huile                   | 23     |        |
| Abd. | 30 | Philippe Alliot       | Larrousse-Lamborghini | 30    | Moteur                             | 7      |        |
| Abd. | 40 | Gabriele Tarquini     | AGS-Ford              | 30    | Fuite d'eau                        | 21     |        |
| Abd. | 28 | Gerhard Berger        | Ferrari               | 29    | Boîte de vitesses                  | 6      |        |
| Abd. | 21 | Alex Caffi            | BMS Dallara-Ford      | 27    | Embrayage                          | 26     |        |
| Abd. | 25 | René Arnoux           | Ligier-Ford           | 14    | Boîte de vitesses                  | 18     |        |
| Abd. | 1  | Ayrton Senna          | McLaren-Honda         | 0     | Différentiel                       | 2      |        |
| Nq.  | 22 | Andrea De Cesaris     | BMS Dallara-Ford      |       | Non qualifié                       |        |        |
| Nq.  | 24 | Luis Pérez-Sala       | Minardi-Ford          |       | Non qualifié                       |        |        |
| Nq.  | 38 | Christian Danner      | Rial-Ford             |       | Non qualifié                       |        |        |
| Nq.  | 31 | Roberto Moreno        | Coloni-Ford           |       | Non qualifié                       |        |        |
| Npq. | 17 | Nicola Larini         | Osella-Ford           |       | Non préqualifié                    |        |        |
| Npq. | 7  | Martin Brundle        | Brabham-Judd          |       | Non préqualifié                    |        |        |
| Npq. | 39 | Volker Weidler        | Rial-Ford             |       | Non préqualifié                    |        |        |
| Npq. | 34 | Bernd Schneider       | Zakspeed-Yamaha       |       | Non préqualifié                    |        |        |
| Npq. | 18 | Piercarlo Ghinzani    | Osella-Ford           |       | Non préqualifié                    |        |        |
| Npq. | 32 | Pierre-Henri Raphanel | Coloni-Ford           |       | Non préqualifié                    |        |        |
| Npq. | 35 | Aguri Suzuki          | Zakspeed-Yamaha       |       | Non préqualifié                    |        |        |
| Npq. | 33 | Gregor Foitek         | Eurobrun-Judd         |       | Non préqualifié                    |        |        |
| Npq. | 41 | Joachim Winkelhock    | AGS-Ford              |       | Non préqualifié                    |        |        |

### Pole position et record du tour
- Pole position :  Alain Prost (McLaren-Honda) en 1 min 07 s 203 (vitesse moyenne : 204,259 km/h)[2].
- Meilleur tour en course :  Maurício Gugelmin (March-Judd) en 1 min 12 s 090 au 29e tour (vitesse moyenne : 190,412 km/h)[3].

### Tours en tête
- Alain Prost (McLaren-Honda) : 80 tours (1-80)[4].

## Statistiques
- 37e victoire pour Alain Prost.
- 75e victoire pour McLaren en tant que constructeur.
- 47e victoire pour Honda en tant que motoriste.
- 1er départ en Grand Prix pour Jean Alesi.
- 1ers points inscrits en championnat du monde pour Jean Alesi.
- Pour la première fois depuis le Grand Prix automobile de France 1976 et Jacky Ickx et Patrick Nève, deux pilotes belges sont présents sur la ligne de départ (Thierry Boutsen et Bertrand Gachot).